# Hearne
Hearne – miasto w Stanach Zjednoczonych, w stanie Teksas, największe w hrabstwie Robertson. Miasto położone jest w niewielkiej odległości od dużych ośrodków regionalnych:
- Bryan, ponad 30 km na południowy–wschód od Hearne,
- College Station, ok. 40 km  na południowy–wschód od Hearne.

## Historia
Miasto zostało założone w 1871 roku na skrzyżowaniu linii kolejowych International-Great Northern Railroad i Houston and Texas Central Railway. Pod koniec XIX i na początku XX wieku miasto pełniło funkcje ważnego ośrodka dystrybucji bawełny, kukurydzy i innych produktów rolnych.

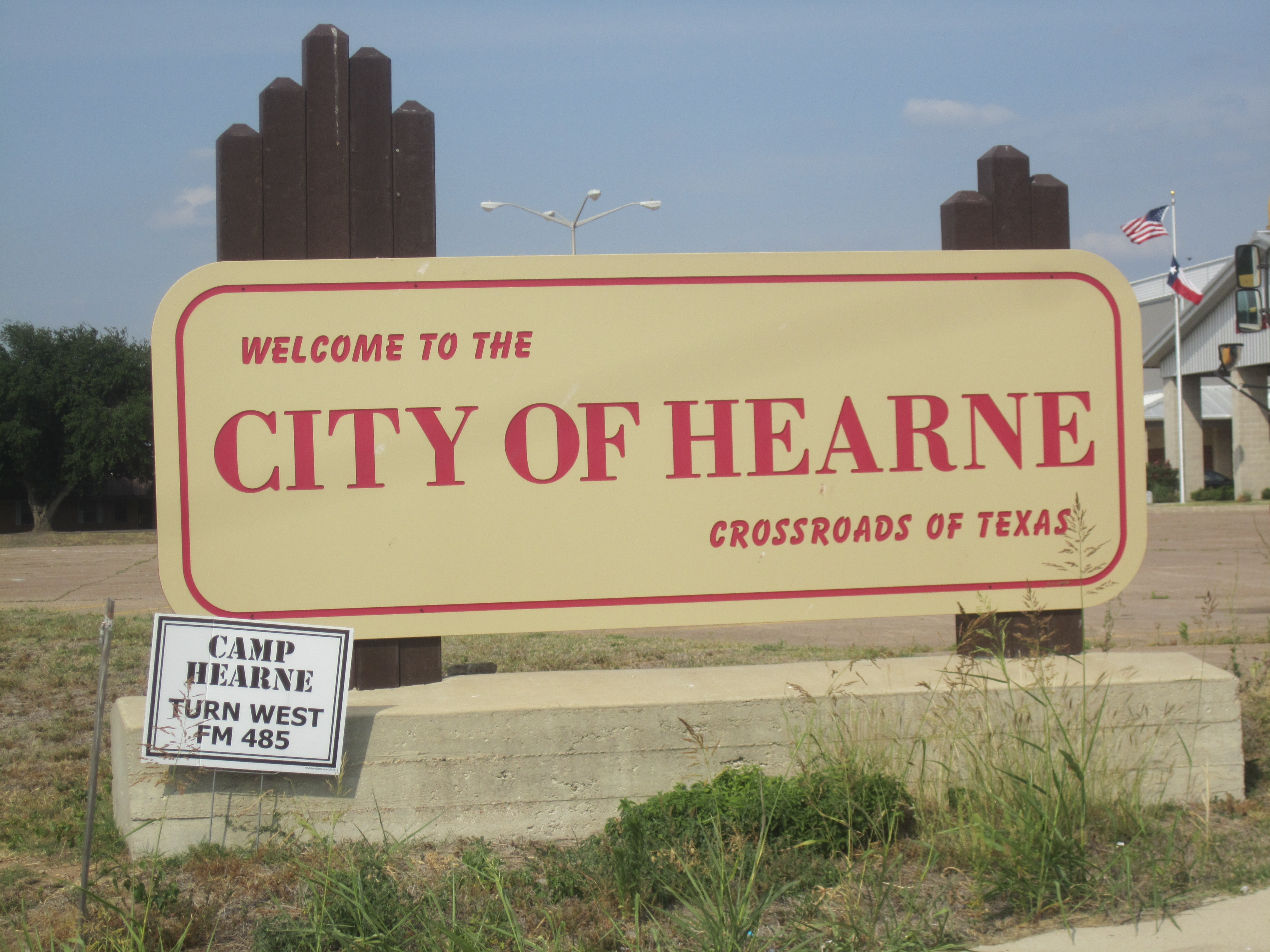